# Festas da Póvoa de Varzim
Ao longo de todo o ano existem várias festas populares ou religiosas, romarias e procissões na Póvoa de Varzim. A maioria destes festejos ocorre por alturas da Páscoa ou durante o Verão.

## São Pedro

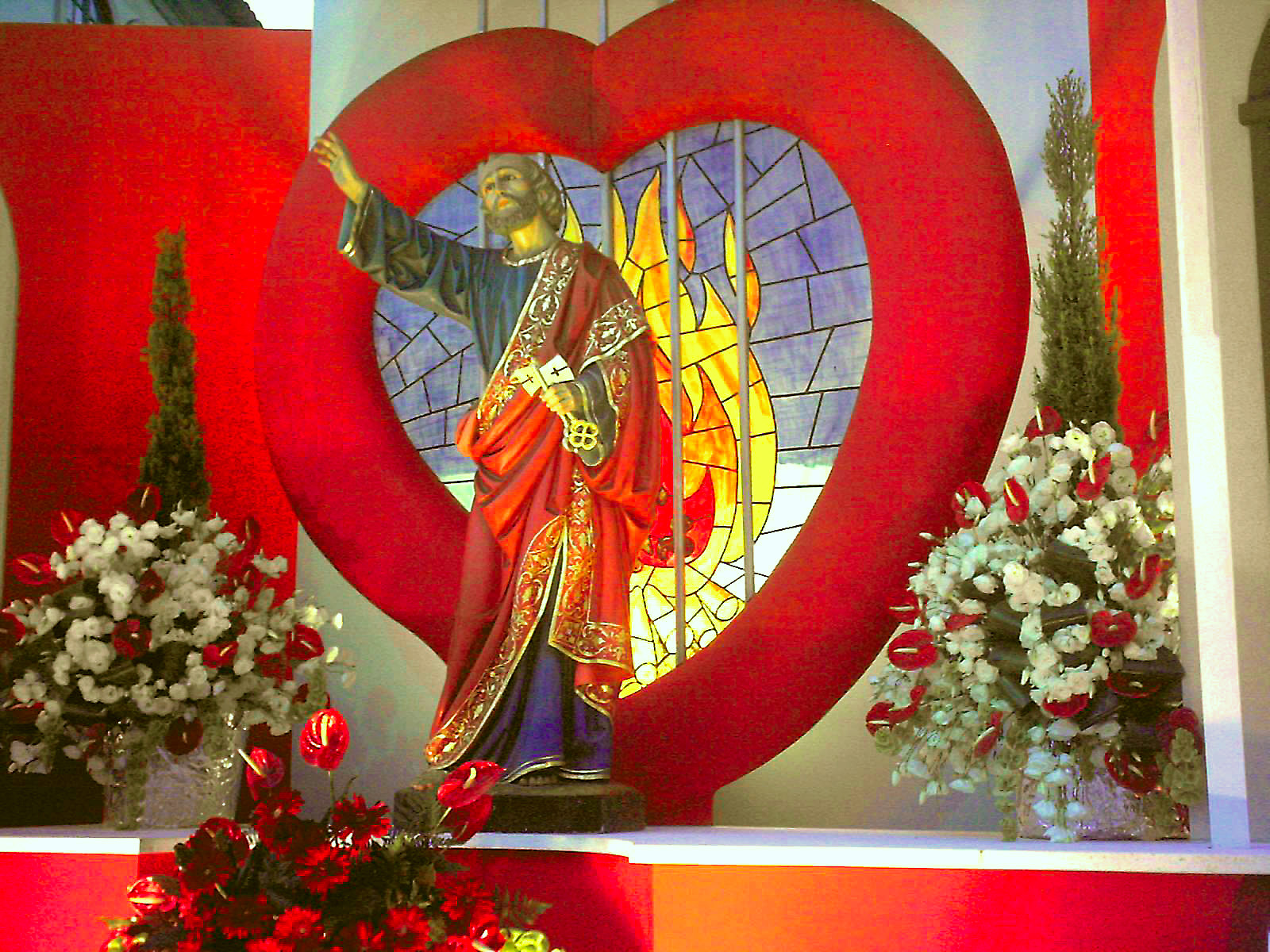
Trono de São Pedro do Bairro da Matriz do ano 2005.

O feriado municipal é no dia 29 de Junho (dia de São Pedro, o santo pescador e padroeiro popular da cidade). As festas de São Pedro cessaram com a fatalidade de 1892, mas em 1962, a Câmara Municipal tentou reavivar a tradição e os anos seguintes revelaram-se um sucesso de tal forma que, em 1974, na altura em que os municípios foram autorizados a ter feriados municipais, declarou-o como tal.
Por esta altura, os bairros e as janelas das casas são ornamentados. E, na noite de 28 para 29 de Junho, a população reúne-se em festa, dançando e comendo sardinhas assadas à luz das fogueiras. Os bairros tradicionais competem entre si nas «rusgas» e na criação dos tronos de São Pedro. Esta celebração é de tal forma importante que rivaliza com a Páscoa e o Natal em termos de importância e é, sem dúvida, o principal evento da cidade.
Os bairros populares que competem nas rusgas são o Bairro de Belém, Bairro da Mariadeira, Bairro da Matriz, Bairro Norte, Bairro de Regufe e o Bairro Sul. Os apoiantes não só se localizam no espaço físico do Bairro, mas espalhados por toda a cidade e zonas envolventes. A grande rivalidade é entre o Sul e o Norte. E, nesses dias, a população comporta-se tal como os apoiantes dos clubes de futebol, e por vezes os mais fanáticos se exaltam na defesa do seu bairro de afeição, mas por norma a competição é salutar, formando uma rusga final conjunta representando a cidade.

## Festividades piscatórias
Em 15 de Agosto realiza-se a Festa de Nossa Senhora da Assunção, de grande devoção entre os pescadores poveiros. O ponto mais alto da procissão acontece em frente ao porto de pesca – nessa altura centenas de foguetes são lançados de barcos engalanados.

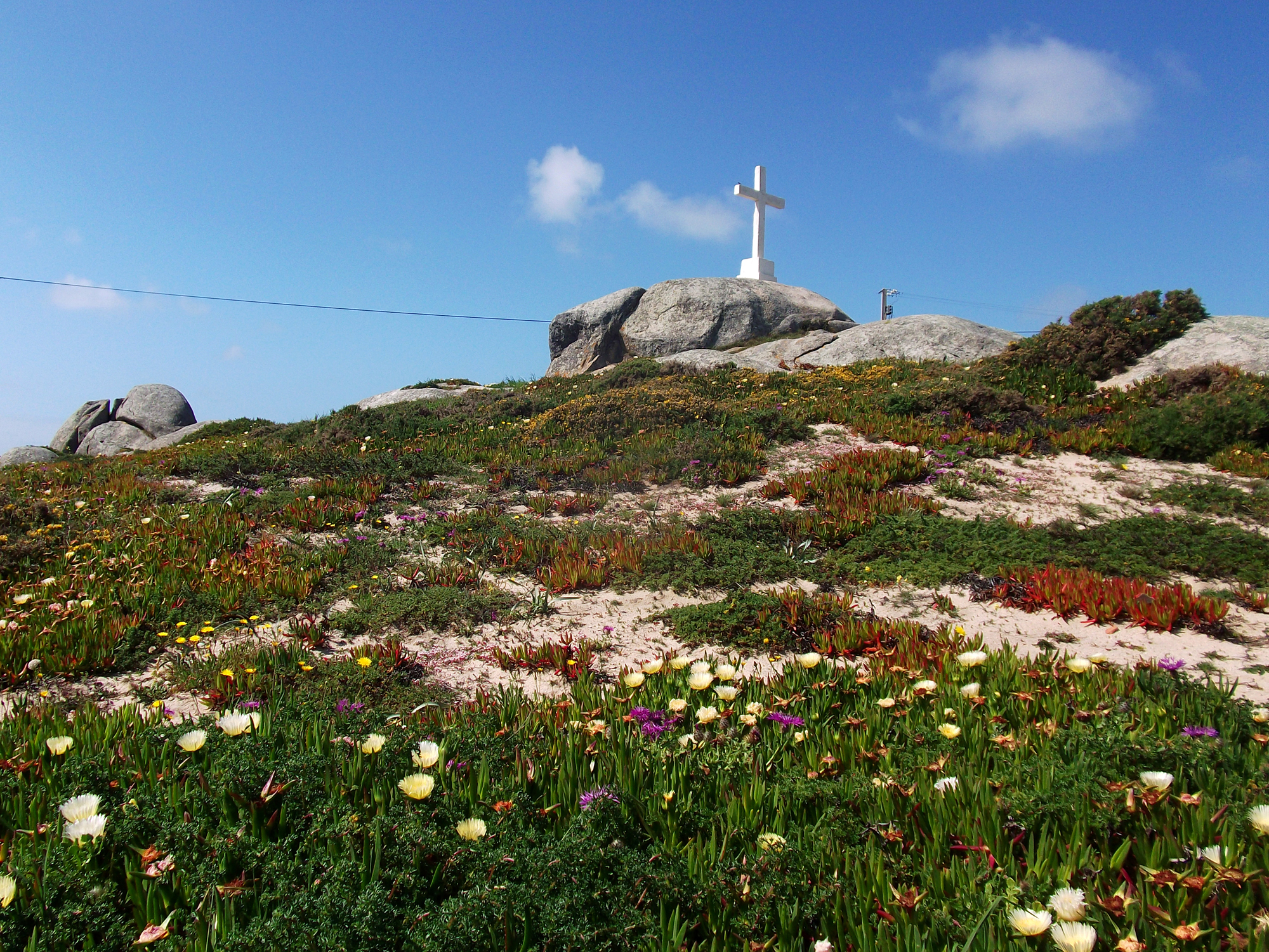
Penedo de Santo André. Junto ao penedo, foi erguida a Capela de Santo André no século XVI; no entanto, este lugar evidencia a mão do homem desde, pelo menos, a época romana.

Duas romarias dos pescadores são peculiares, dado a ligação com a paisagem do concelho: a da Senhora da Saúde que vai desde a Igreja Matriz até ao sopé do monte de São Félix e a de Santo André em que se vagueia pelas praias até à Capela de Santo André.
O monte de São Félix é um ponto de referência dos pescadores no mar e de culto antigo. No último Domingo de Maio, a Romaria da Senhora da Saúde percorre uma distância de 7 quilómetros entre a Igreja Matriz da Póvoa de Varzim e a Capela da Nossa Senhora da Saúde, no sopé do Monte de São Félix. A maioria das pessoas participantes são pescadores da Póvoa de Varzim e Caxinas (Vila do Conde), que participam pagando promessas.
Junto ao cabo de Santo André, existe uma formação rochosa chamada Penedo do Santo, que tem uma marca que os pescadores acreditam ser uma pegada do próprio Santo André. Os pescadores poveiros acreditam ainda que este santo é o barqueiro das almas e que liberta as almas dos que se afogam no mar, indo pescá-las ao fundo do oceano depois de um naufrágio.  A festa de Santo André acontece na madrugada do último dia de Novembro, em que grupos de homens e mulheres, envolvidos em mantos pretos e segurando lampiões, vão até à Capela de Santo André pela praia, entoando cânticos e no final circundam a capela, formando assim o Ponto das almas.

## A Páscoa e o Anjo
Por altura da Páscoa realiza-se a Procissão do Enterro do Senhor, na noite da Sexta-Feira Santa; o piquenique no Dia do Anjo na segunda-feira seguinte; e 15 dias depois, no domingo, realiza-se a Procissão da Nossa Senhora do Desterro com os seus tapetes floridos.
O Domingo de Páscoa é altura da bênção das casas pelo «compasso», um grupo de membros da igreja que leva a cruz de Cristo a todas as casas com a porta aberta. Enquanto se espera pelo compasso, diferentes famílias competem na «Péla», o jogo tradicional poveiro.
A Segunda-feira depois da Páscoa (Dia do Anjo) é tida como o «segundo» feriado municipal. Os poveiros trabalham na Sexta-feira Santa (feriado nacional) para terem a Segunda-feira livre para fazerem um piquenique familiar em conjunto com outras famílias nas bouças, em especial, no tradicional lugar do Anjo (Argivai), donde o nome da festa. De forma a respeitar as tradições locais, muitas empresas sedeadas na Póvoa de Varzim estão em funcionamento na Sexta-feira Santa de modo a poderem encerrar na segunda-feira.

## Feiras
Na última quinzena de Setembro, por altura dos festejos da Nossa Senhora das Dores, decorre a centenária e típica Feira da Louça da Senhora das Dores, com diversas tendas, instaladas no largo junto à Igreja da Senhora das Dores, que comercializam louça diversa, em especial louça tradicional portuguesa. Estes festejos têm raízes em 1768, ano em que foi colocada uma imagem de Nossa Senhora  na antiga Capela do Senhor do Monte. A grande adesão ao culto originou a festa, procissão e feira anuais.
A HortiPóvoa - Feira Hortícola da Póvoa de Varzim realiza-se durante o Verão na Aguçadoura. Todas as semanas, aos domingos, realiza-se a Feira da Estela, que é uma feira genérica reconhecida devido à venda de produtos hortícolas. Recentemente, foram criadas outras feiras anuais: a Feira Agrícola do Leite em São Pedro de Rates, com produtos regionais, tais como lacticínios, doçaria, mel, charcutaria, vinhos e azeite; e a Feira do Cavalo em Terroso que, para além da compra e venda, é possível assistir a espectáculos com cavalos.
Ainda há a referir a existência de feiras semanais genéricas: a Feira das Moninhas (segunda-feira) e a Feira de Aver-o-Mar (domingo de manhã), para além da Feira de Antiguidades, na Praça do Almada, que ocorre em todos os segundos domingos de todos os meses.

## Calendário de festividades
* Data variável.